# HMS St George (1892)
HMS St George foi um cruzador protegido pertencente a classe Edgar. Foi lançado em 23 de junho de 1892 e fez parte da Guerra Anglo-Zanzibari de 40 minutos, além de servir na Primeira Guerra Mundial. Foi vendido em Plymouth em 1 de julho de 1920.